# Moves like Jagger
"Moves like Jagger" är en låt av det amerikanska bandet Maroon 5 med singer-songwritern Christina Aguilera som gästartist, tagen från nyutgåvan av bandets tredje studioalbum Hands All Over. Den släpptes den 21 juni 2011 av A&M Octone Records som den fjärde och slutgiltiga singeln från albumet. Låten skrevs av Adam Levine, Benjamin Levin, Ammar Malik och Shellback samt producerades av Shellback och Benny Blanco. Låten förekommer i TV-spelen Just Dance 4 och Just Dance 2014 och Just Dance Wii U.

## Låtlista
| 1. | Moves like Jagger (feat. Christina Aguilera) | 3:21 |

| 1. | Moves like Jagger (feat. Christina Aguilera)                           | 3:21 |
| 2. | Moves like Jagger (feat. Christina Aguilera (Soul Seekerz Radio Edit)) | 3:25 |

| 1. | Moves like Jagger (feat. Christina Aguilera & Mac Miller) | 3:44 |